# Festival de Cannes 1964
Le Festival de Cannes 1964, dix-septième édition, a lieu du 29 avril au 14 mai et se déroule au Palais des Festivals dit Palais Croisette, 50 du boulevard de la Croisette. De 1964 à 1974, le Grand Prix du Festival international du Film est rétabli, la Palme d'or n'est plus décernée.

## Jury de la compétition
- Fritz Lang, président
- Geneviève Page
- Vera Volmane
- Charles Boyer
- Joaquin Calvo Sotelo
- René Clément
- Jean-Jacques Gautier
- Alexandre Karaganov
- Lorens Marmstedt
- Raoul Ploquin
- Arthur Schlesinger Jr.

## Sélections

### Sélection officielle

#### Compétition
La sélection officielle en compétition se compose de 25 films :
- Cent mille dollars au soleil de Henri Verneuil
- Le Dieu noir et le Diable blond (Deus e o Diabo na Terra do Sol) de Glauber Rocha
- La Morte de Beverly Hills (Die Tote von Beverly Hills) de Michael Pfleghar
- La Dernière Nuit (El-Lailah el-Akhirah) de Kamal El Sheikh
- Les Lanternes rouges (Ta kokkina fanaria) de Vasílis Georgiádis
- Le Premier Cri (Krik) de Jaromil Jireš
- Le Quartier du corbeau (Kvarteret Korpen) de Bo Widerberg
- La Caravane blanche (Tetri karavani) d'Eldar Chenguelaia et Tamaz Meliava
- Le Mari de la femme à barbe (La donna scimmia) de Marco Ferreri
- La Jeune Fille en deuil (La niña de luto) de Manuel Summers
- La Peau douce de François Truffaut
- Les Parapluies de Cherbourg de Jacques Demy
- Laissez-moi vivre (Mujhe Jeene Do) de Moni Bhattacharjee
- Le Procès de Julie Richards (One Potato, Two Potato) de Larry Peerce
- Alouette (Pacsirta) de László Ranódy
- La Passagère (Pasażerka) d'Andrzej Munk et Witold Lesiewicz
- Moi d'abord (Primero yo) de Fernando Ayala
- Je m'balade dans Moscou ou Romance à Moscou (Ya shagayu po Moskve) de Gueorgui Danielia
- Séduite et Abandonnée (Sedotta e abbandonata) de Pietro Germi
- La Femme des sables (Suna no onna) de Hiroshi Teshigahara
- Seul sur l'océan Pacifique (Taiheiyō hitori-botchi) de Kon Ichikawa
- Le Mangeur de citrouilles (The Pumpkin Eater) de Jack Clayton
- La Rancune (The Visit) de Bernhard Wicki
- Deux copines, un séducteur (The World of Henry Orient) de George Roy Hill
- Sécheresse (Vidas Secas) de Nelson Pereira dos Santos

#### Hors compétition
3 films sont présentés hors compétition :
- Le Sexe des anges (Le voci bianche) de Pasquale Festa Campanile et Massimo Franciosa
- Skopje 1963 de Veljko Bulajić
- La Chute de l'Empire romain (The Fall of the Roman Empire) d'Anthony Mann

### Semaine de la critique
- Ganga Zumba de Carlos Diegues (Brésil)
- Goldstein de Philip Kaufman et Benjamin Manaster (Etats-Unis)
- La Herencia de Ricardo Alventosa (Argentine)
- Joseph Kilian (Postava k podpírání) (court métrage) de Pavel Juracek et Jan Schmidt (Tchécoslovaquie)
- La Nuit du bossu de Farokh Ghafari (Iran)
- Die Parallelstrasse de Ferdinand Khitti (RFA)
- Point Of Order d'Emile de Antonio (Etats-Unis)
- Prima della revoluzione de Bernardo Bertolucci (Italie)
- Quelque chose d'autre de Vera Chytilova (Tchécoslovaquie)
- La Vie à l'envers d'Alain Jessua (France)

## Palmarès
- Palme d'or : Les Parapluies de Cherbourg de Jacques Demy
- Prix Spécial du Jury : La Femme des sables (Suna no onna) de Hiroshi Teshigahara
- Prix d'interprétation masculine (à l'unanimité, ex æquo) : Antal Páger pour Alouette (Pacsirta) de László Ranódy et Saro Urzì pour Séduite et Abandonnée (Sedotta e abbandonata) de Pietro Germi
- Prix d'interprétation féminine (à l'unanimité, ex æquo) : Anne Bancroft pour Le Mangeur de citrouilles (The Pumpkin Eater) de Jack Clayton et Barbara Barrie pour Le Procès de Julie Richards (One Potato, Two Potato) de Larry Peerce
- Mention spéciale : Andrzej Munk pour La Passagère (Pasazerka) et l'ensemble de son œuvre
- Prix de la Commission supérieure technique (ex æquo) : La Morte de Beverly Hills (Die Tote von Beverly Hills) de Michael Pfleghar et Les Parapluies de Cherbourg de Jacques Demy